# 初等矩阵
线性代数中，初等矩阵（又稱為基本矩陣）是一个与单位矩阵只有微小区别的矩阵。具体来说，一个 n 阶单位矩阵 E 经过一次初等行变换或一次初等列变换所得矩阵称为 n 阶初等矩阵。

## 操作
初等矩阵分为3种类型，分别对应着3种不同的行/列变换。
两互换：
{\displaystyle R_{i}\leftrightarrow R_{j}}
把某乘以一非零常数：
{\displaystyle kR_{i}\rightarrow R_{i},\ }其中{\displaystyle k\neq 0}
把第 i 加上第 j 行（列）的 k 倍：
{\displaystyle R_{i}+kR_{j}\rightarrow R_{i}}
初等矩阵即是将上述 3 种初等变换应用于一单位矩阵的结果。以下只讨论对某列的变换。

### 互换
此变换 Ti j 将单位矩阵的第 i 行的所有元素与第 j 行互换。
{\displaystyle T_{ij}={\begin{bmatrix}1&&&&&&&\\&\ddots &&&&&&\\&&0&&1&&\\&&&\ddots &&&&\\&&1&&0&&\\&&&&&&\ddots &\\&&&&&&&1\end{bmatrix}}\quad }

#### 性质
- 逆矩阵即自身：{\displaystyle T_{ij}^{-1}=T_{ij}}。
- 因为单位矩阵的行列式为1，故 {\displaystyle \det T_{ij}=-1}。對所有階數相同的方阵 A 亦有以下性质：{\displaystyle \det T_{ij}A=-\det A}。

### 把某乘以一非零常数
此变换 Ti(m) 将第 i 行的所有元素乘以一個非零常数 m。
{\displaystyle T_{i}(m)={\begin{bmatrix}1&&&&&&\\&\ddots &&&&&\\&&1&&&&\\&&&m&&&\\&&&&1&&\\&&&&&\ddots &\\&&&&&&1\end{bmatrix}}\quad }

#### 性质
- 逆矩阵为 {\displaystyle T_{i}(m)^{-1}=T_{i}({\frac {1}{m}})}。
- 此矩阵及其逆矩阵均为对角矩阵。
- 其行列式 {\displaystyle \det T_{i}(m)=m}，故對所有階數相同的方阵 A 都有 {\displaystyle \det(T_{i}(m)A)=m\det A}。

### 把第 i加上第 j的 m 倍
此变换 Ti j(m) 将第 i 行加上第 j 行的 m 倍，其中 m 为第 i 列第 j 行的元素。
{\displaystyle T_{ij}(m)={\begin{bmatrix}1&&&&&&&\\&\ddots &&&&&&\\&&1&&&&&\\&&&\ddots &&&&\\&&m&&1&&\\&&&&&&\ddots &\\&&&&&&&1\end{bmatrix}}}

#### 性质
- 逆矩阵具有性质 {\displaystyle T_{ij}(m)^{-1}=T_{ij}(-m)}。
- 此矩阵及其逆矩阵均为三角矩阵。
- 其行列式 {\displaystyle \det T_{ij}(m)=1}，故對所有階數相同的方阵 A 有 {\displaystyle \det(T_{ij}(m)A)=\det A}。

## 应用

### 在解线性方程组中的应用
初等行变换不影响线性方程组的解，也可用于高斯消元法，用于逐渐将系数矩阵化为标准形。初等行变换不改变矩阵的核（故不改变解集），但改变了矩阵的像。反过来，初等列变换没有改变像却改变了核。

### 用于求解一个矩阵的逆矩阵
有的时候，当矩阵的阶数比较高的时候，使用其行列式的值和伴随矩阵求解其逆矩阵会产生较大的计算量。这时，通常使用将原矩阵和相同列行数的单位矩阵并排，再使用初等变换的方法将这个并排矩阵的左边化为单位矩阵，这时，右边的矩阵即为原矩阵的逆矩阵。